# Farscape/Episodenliste
Diese Episodenliste enthält alle Episoden der australischen Fernsehserie Farscape, sortiert nach der Erstausstrahlung. Zwischen 1999 und 2003 entstanden in vier Staffeln insgesamt 88 Episoden mit einer Länge von jeweils etwa 48 Minuten in Staffel eins und etwa 43 Minuten in den Staffeln zwei bis vier. 2004 folgte eine zweiteilige Miniserie.

## Übersicht
| Staffel | Episodenanzahl | Erstausstrahlung USA | Erstausstrahlung USA | Deutschsprachige Erstausstrahlung | Deutschsprachige Erstausstrahlung |
| Staffel | Episodenanzahl | Staffelpremiere      | Staffelfinale        | Staffelpremiere                   | Staffelfinale                     |
| ------- | -------------- | -------------------- | -------------------- | --------------------------------- | --------------------------------- |
| 1       | 22             | 19. März 1999        | 28. Januar 2000      | 19. September 2000                | 28. November 2000                 |
| 2       | 22             | 17. März 2000        | 19. Dezember 2000    | 17. März 2001                     | 27. Mai 2001                      |
| 3       | 22             | 16. März 2001        | 31. Januar 2002      | 19. Januar 2002                   | 7. Juli 2002                      |
| 4       | 22             | 7. Juni 2002         | 10. März 2003        | –                                 | –                                 |

## Staffel 1
Die Erstausstrahlung der ersten Staffel war vom 19. März 1999 bis zum 28. Januar 2000 auf dem US-amerikanischen Sender Syfy U.S. zu sehen. Die deutschsprachige Erstausstrahlung fand vom 19. September bis zum 28. November 2000 auf dem Pay-TV-Sender Sci-Fantasy statt. Die Free-TV-Premiere erfolgte vom 8. Oktober 2000 bis zum 10. Juni 2001 auf Sat.1.
| Nr. (ges.) | Nr. (St.) | Deutscher Titel                         | Originaltitel                        | Erstausstrahlung USA | Deutschsprachige Erstausstrahlung (D) | Regie            | Drehbuch                                  |
| ---------- | --------- | --------------------------------------- | ------------------------------------ | -------------------- | ------------------------------------- | ---------------- | ----------------------------------------- |
| 1          | 1         | Premiere                                | Premiere                             | 19. März 1999        | 19. Sep. 2000                         | Andrew Prowse    | Rockne S. O’Bannon                        |
| 2          | 2         | Das Leben soll nicht enden              | Exodus from Genesis                  | 26. März 1999        | 3. Okt. 2000                          | Brian Henson     | Ro Hume                                   |
| 3          | 3         | Gefährliche Besucher an Bord            | Back and Back and Back to the Future | 2. Apr. 1999         | 26. Sep. 2000                         | Rowan Woods      | Babs Greyhosky                            |
| 4          | 4         | Der rote Kristall                       | Throne for a Loss                    | 9. Apr. 1999         | 19. Sep. 2000                         | Pino Amenta      | Richard Manning                           |
| 5          | 5         | Begegnung auf der Zelbinion             | PK Tech Girl                         | 16. Apr. 1999        | 10. Okt. 2000                         | Tony Tilse       | Nan Hagan                                 |
| 6          | 6         | Die Wahrheit über Sykar                 | Thank God It’s Friday, Again         | 23. Apr. 1999        | 3. Okt. 2000                          | Rowan Woods      | David Wilks                               |
| 7          | 7         | Ich, E.T. und die anderen               | I, E.T.                              | 7. Mai 1999          | 26. Sep. 2000                         | Pino Amenta      | Sally Lapiduss                            |
| 8          | 8         | Der Magier und die Gladiatoren          | That Old Black Magic                 | 11. Juni 1999        | 10. Okt. 2000                         | Brendan Maher    | Richard Manning                           |
| 9          | 9         | Der DNS-verrückte Wissenschaftler       | DNA Mad Scientist                    | 18. Juni 1999        | 17. Okt. 2000                         | Andrew Prowse    | Tom Blomquist                             |
| 10         | 10        | Geheimnisvolle Moya                     | They’ve Got a Secret                 | 25. Juni 1999        | 17. Okt. 2000                         | Ian Watson       | Sally Lapiduss                            |
| 11         | 11        | Das Wurmloch ist an allem schuld        | Till the Blood Runs Clear            | 9. Juli 1999         | 24. Okt. 2000                         | Tony Tilse       | Doug Heyes Jr.                            |
| 12         | 12        | Ein Phänomen, genannt Flax              | The Flax                             | 16. Juli 1999        | 24. Okt. 2000                         | Peter Andrikidis | Justin Monjo                              |
| 13         | 13        | Die dunklen Impulse                     | Rhapsody in Blue                     | 23. Juli 1999        | 31. Okt. 2000                         | Andrew Prowse    | David Kemper Idee: David Kemper & Ro Hume |
| 14         | 14        | Das Wunder von Acquara                  | Jeremiah Crichton                    | 30. Juli 1999        | 31. Okt. 2000                         | Ian Watson       | Doug Heyes Jr.                            |
| 15         | 15        | Durka, der Schreckliche                 | Durka Returns                        | 13. Aug. 1999        | 7. Nov. 2000                          | Tony Tilse       | Grant McAloon                             |
| 16         | 16        | Die Suche nach der freundlichen Welt    | A Human Reaction                     | 20. Aug. 1999        | 7. Nov. 2000                          | Rowan Woods      | Justin Monjo                              |
| 17         | 17        | Ein Jenseits von Raum und Zeit?         | Through the Looking Glass            | 10. Sep. 1999        | 14. Nov. 2000                         | Ian Watson       | David Kemper                              |
| 18         | 18        | Die Jagd nach dem Flucht-Virus          | A Bug’s Life                         | 17. Sep. 1999        | 14. Nov. 2000                         | Tony Tilse       | Rockne S. O’Bannon Idee: Doug Heyes Jr.   |
| 19         | 19        | In den Tiefen des Bewusstseins          | Nerve                                | 7. Jan. 2000         | 21. Nov. 2000                         | Rowan Woods      | Richard Manning                           |
| 20         | 20        | Scorpius und der Aurorastuhl            | The Hidden Memory                    | 14. Jan. 2000        | 21. Nov. 2000                         | Ian Watson       | Justin Monjo                              |
| 21         | 21        | Flora und diese fleischfressenden Wesen | Bone to Be Wild                      | 21. Jan. 2000        | 28. Nov. 2000                         | Andrew Prowse    | David Kemper & Rockne S. O’Bannon         |
| 22         | 22        | Täuschungsmanöver ohne Ende             | Family Ties                          | 28. Jan. 2000        | 28. Nov. 2000                         | Tony Tilse       | David Kemper & Rockne S. O’Bannon         |

## Staffel 2
Die Erstausstrahlung der ersten 18 Folgen der zweiten Staffel war vom 17. März bis zum 15. September 2000 auf dem US-amerikanischen Sender Syfy U.S. zu sehen. Die letzten vier Folgen wurden erstmals vom 4. bis zum 19. Dezember 2000 in Großbritannien ausgestrahlt. Die deutschsprachige Erstausstrahlung fand vom 17. März bis zum 27. Mai 2001 auf dem Pay-TV-Sender Sci-Fantasy statt. Die Free-TV-Premiere erfolgte vom 2. September 2001 bis zum 27. Januar 2002 auf Sat.1.
| Nr. (ges.) | Nr. (St.) | Deutscher Titel                     | Originaltitel                                            | Erstausstrahlung USA/UK | Deutschsprachige Erstausstrahlung (D) | Regie                      | Drehbuch                                                  |
| ---------- | --------- | ----------------------------------- | -------------------------------------------------------- | ----------------------- | ------------------------------------- | -------------------------- | --------------------------------------------------------- |
| 23         | 1         | Machtkampf um Talyn                 | Mind the Baby                                            | 17. März 2000           | 17. März 2001                         | Andrew Prowse              | Richard Manning                                           |
| 24         | 2         | Das Ritual der Erneuerung           | Vitas Mortis                                             | 24. März 2000           | 18. März 2001                         | Tony Tilse                 | Grant McAloon                                             |
| 25         | 3         | Der Stein der Todgeweihten          | Taking the Stone                                         | 31. März 2000           | 24. März 2001                         | Rowan Woods                | Justin Monjo                                              |
| 26         | 4         | Im Licht der fünf Pulsare           | Crackers Don’t Matter                                    | 7. Apr. 2000            | 25. März 2001                         | Ian Watson                 | Justin Monjo                                              |
| 27         | 5         | So wie wir wohl nicht waren         | The Way We Weren’t                                       | 14. Apr. 2000           | 31. März 2001                         | Tony Tilse                 | Naren Shankar                                             |
| 28         | 6         | Das Fenster in die Zeit             | Picture If You Will                                      | 21. Apr. 2000           | 1. Apr. 2001                          | Andrew Prowse              | Peter Neale                                               |
| 29         | 7         | Budong – Kreatur des Grauens        | Home on the Remains                                      | 16. Juni 2000           | 7. Apr. 2001                          | Rowan Woods                | Gabrielle G. Stanton & Harry Werksman                     |
| 30         | 8         | Verfolgt von Angst und Furcht       | Dream a Little Dream                                     | 23. Juni 2000           | 8. Apr. 2001                          | Ian Watson                 | Rockne S. O’Bannon                                        |
| 31         | 9         | SOS – Sie sind außer sich           | Out of Their Minds                                       | 7. Juli 2000            | 14. Apr. 2001                         | Ian Watson                 | Michael Cassutt                                           |
| 32         | 10        | Meine drei Crichtons                | My Three Crichtons                                       | 14. Juli 2000           | 28. Apr. 2001                         | Catherine Millar           | Grant McAloon Idee: Gabrielle G. Stanton & Harry Werksman |
| 33         | 11        | Intrigen, Macht und Mörder, Teil 1  | Look at the Princess: Part 1: A Kiss Is But a Kiss       | 21. Juli 2000           | 15. Apr. 2001                         | Andrew Prowse & Tony Tilse | David Kemper                                              |
| 34         | 12        | Intrigen, Macht und Mörder, Teil 2  | Look at the Princess: Part 2: I Do, I Think              | 28. Juli 2000           | 21. Apr. 2001                         | Andrew Prowse & Tony Tilse | David Kemper                                              |
| 35         | 13        | Intrigen, Macht und Mörder, Teil 3  | Look at the Princess: Part 3: The Maltese Crichton       | 4. Aug. 2000            | 22. Apr. 2001                         | Andrew Prowse & Tony Tilse | David Kemper                                              |
| 36         | 14        | Vorsicht, bissiger Parasit          | Beware of Dog                                            | 11. Aug. 2000           | 29. Apr. 2001                         | Tony Tilse                 | Naren Shankar                                             |
| 37         | 15        | Nochmal fall’ ich nicht drauf rein! | Won’t Get Fooled Again                                   | 18. Aug. 2000           | 5. Mai 2001                           | Rowan Woods                | Richard Manning                                           |
| 38         | 16        | Das Bild in deinem Medaillon        | The Locket                                               | 25. Aug. 2000           | 6. Mai 2001                           | Ian Watson                 | Justin Monjo                                              |
| 39         | 17        | Die Wahrheit und der Sündenbock     | The Ugly Truth                                           | 8. Sep. 2000            | 12. Mai 2001                          | Tony Tilse                 | Gabrielle G. Stanton & Harry Werksman                     |
| 40         | 18        | Ein „Clockwork Nebari“              | A Clockwork Nebari                                       | 15. Sep. 2000           | 13. Mai 2001                          | Rowan Woods                | Lily Taylor                                               |
| 41         | 19        | Kanonen, Lügner und Moneten, Teil 1 | Liars, Guns and Money: Part 1: A Not So Simple Plan      | 4. Dez. 2000            | 19. Mai 2001                          | Andrew Prowse              | Grant McAloon                                             |
| 42         | 20        | Kanonen, Lügner und Moneten, Teil 2 | Liars, Guns and Money: Part 2: With Friends Like These … | 11. Dez. 2000           | 20. Mai 2001                          | Catherine Millar           | Naren Shankar                                             |
| 43         | 21        | Kanonen, Lügner und Moneten, Teil 3 | Liars, Guns and Money: Part 3: Plan B                    | 18. Dez. 2000           | 26. Mai 2001                          | Tony Tilse                 | Justin Monjo                                              |
| 44         | 22        | Stirb, was mich sonst töten würde   | Die Me, Dichotomy                                        | 19. Dez. 2000           | 27. Mai 2001                          | Rowan Woods                | David Kemper                                              |

## Staffel 3
Die Erstausstrahlung der ersten 18 Folgen der dritten Staffel war vom 16. März bis zum 24. August 2001 auf dem US-amerikanischen Sender Syfy U.S. zu sehen. Die Folgen 19 und 20 wurden erstmals vom 15. bis 22. Januar 2002 in Israel gezeigt. Die letzten beiden Folgen wurden vom 28. bis zum 31. Januar 2002 in Großbritannien erstausgestrahlt. Die deutschsprachige Erstausstrahlung fand vom 19. Januar bis zum 7. Juli 2002 im Pay-TV statt.
| Nr. (ges.) | Nr. (St.) | Deutscher Titel                            | Originaltitel                                             | Erstausstrahlung USA/ISR/UK | Deutschsprachige Erstausstrahlung (D) | Regie            | Drehbuch           |
| ---------- | --------- | ------------------------------------------ | --------------------------------------------------------- | --------------------------- | ------------------------------------- | ---------------- | ------------------ |
| 45         | 1         | Die Phase der Tode                         | Season of Death                                           | 16. März 2001               | 19. Jan. 2002                         | Ian Watson       | Richard Manning    |
| 46         | 2         | Unter den Zwillingssonnen von Quell        | Suns and Lovers                                           | 23. März 2001               | 20. Jan. 2002                         | Andrew Prowse    | Justin Monjo       |
| 47         | 3         | Die selbst beigebrachten Wunden, Teil 1    | Self Inflicted Wounds: Part 1: Could’a, Would’a, Should’a | 30. März 2001               | 26. Jan. 2002                         | Tony Tilse       | David Kemper       |
| 48         | 4         | Die selbst beigebrachten Wunden, Teil 2    | Self Inflicted Wounds: Part 2: Wait for the Wheel         | 6. Apr. 2001                | 27. Jan. 2002                         | Tony Tilse       | David Kemper       |
| 49         | 5         | Ein Riss in der Zeit                       | …Different Destinations                                   | 13. Apr. 2001               | 2. Feb. 2002                          | Peter Andrikidis | Steve Worland      |
| 50         | 6         | Friss mich oder stirb!                     | Eat Me                                                    | 20. Apr. 2001               | 3. Feb. 2002                          | Ian Watson       | Matt Ford          |
| 51         | 7         | Talyns Flucht – Aeryns Schicksal           | Thanks for Sharing                                        | 15. Juni 2001               | 9. Feb. 2002                          | Ian Barry        | Clayvon C. Harris  |
| 52         | 8         | Das unheimliche, grünäugige Monster        | Green Eyed Monster                                        | 22. Juni 2001               | 10. Feb. 2002                         | Tony Tilse       | Ben Browder        |
| 53         | 9         | Einer muss verlieren                       | Losing Time                                               | 29. Juni 2001               | 16. Feb. 2002                         | Catherine Millar | Justin Monjo       |
| 54         | 10        | Rätsel der Relativität                     | Relativity                                                | 6. Juli 2001                | 17. Feb. 2002                         | Peter Andrikidis | Rockne S. O’Bannon |
| 55         | 11        | Inkubator – Ort seiner Herkunft            | Incubator                                                 | 13. Juli 2001               | 23. Feb. 2002                         | Ian Watson       | Richard Manning    |
| 56         | 12        | In der Korona des Sirenensterns            | Meltdown                                                  | 14. Juli 2001               | 24. Feb. 2002                         | Ian Barry        | Matt Ford          |
| 57         | 13        | Der unglaubliche Abenteuertrip             | Scratch ’n Sniff                                          | 20. Juli 2001               | 5. Mai 2002                           | Tony Tilse       | Lily Taylor        |
| 58         | 14        | Kampf um unbegrenzte Möglichkeiten, Teil 1 | Infinite Possibilities: Part 1: Daedalus Demands          | 27. Juli 2001               | 12. Mai 2002                          | Peter Andrikidis | Carleton Eastlake  |
| 59         | 15        | Kampf um unbegrenzte Möglichkeiten, Teil 2 | Infinite Possibilities: Part 2: Icarus Abides             | 3. Aug. 2001                | 19. Mai 2002                          | Ian Watson       | Carleton Eastlake  |
| 60         | 16        | Die Geschichte mit dem Racheengel          | Revenging Angel                                           | 10. Aug. 2001               | 26. Mai 2002                          | Andrew Prowse    | David Kemper       |
| 61         | 17        | Dort unten auf Valldon                     | The Choice                                                | 17. Aug. 2001               | 2. Juni 2002                          | Rowan Woods      | Justin Monjo       |
| 62         | 18        | Crichton ist tot – Es lebe Crichton        | Fractures                                                 | 24. Aug. 2001               | 9. Juni 2002                          | Tony Tilse       | Rockne S. O’Bannon |
| 63         | 19        | Der Anfang vom Ende                        | I-Yensch, You-Yensch                                      | 15. Jan. 2002               | 16. Juni 2002                         | Peter Andrikidis | Matt Ford          |
| 64         | 20        | Ein infernalischer Plan, Teil 1            | Into the Lion’s Den: Part 1: Lambs to the Slaughter       | 22. Jan. 2002               | 23. Juni 2002                         | Ian Watson       | Richard Manning    |
| 65         | 21        | Ein infernalischer Plan, Teil 2            | Into the Lion’s Den: Part 2: Wolf in Sheep’s Clothing     | 28. Jan. 2002               | 30. Juni 2002                         | Rowan Woods      | Rockne S. O’Bannon |
| 66         | 22        | Norantis Zukunftsvision                    | Dog with Two Bones                                        | 31. Jan. 2002               | 7. Juli 2002                          | Andrew Prowse    | David Kemper       |

## Staffel 4
Die Erstausstrahlung der ersten 11 Folgen der vierten Staffel war vom 7. Juni bis zum 23. August 2002 auf dem US-amerikanischen Sender Syfy U.S. zu sehen. Die Folgen 12 bis 22 wurden erstmals vom 30. Dezember 2002 bis zum 10. März 2003 in Großbritannien ausgestrahlt. Die vierte Staffel wurde bis 2024 nicht auf Deutsch synchronisiert, daher existieren derzeit auch keine deutschen Erstausstrahlungsdaten. Für September 2024 ist die Deutschlandpremiere einer synchronisierten Fassung auf DVD/BD angekündigt. Im September 2024 wurde die 4. Staffel auf Deutsch veröffentlicht. Auftraggeber der Synchronisation war die Firma Fernsehjuwelen.
| Nr. (ges.) | Nr. (St.) | Deutscher Titel       | Originaltitel                              | Erstausstrahlung USA/UK | Deutschsprachige Erstausstrahlung (D) | Regie             | Drehbuch           |
| ---------- | --------- | --------------------- | ------------------------------------------ | ----------------------- | ------------------------------------- | ----------------- | ------------------ |
| 67         | 1         | Kampf ums Überleben   | Crichton Kicks                             | 7. Juni 2002            | –                                     | Andrew Prowse     | David Kemper       |
| 68         | 2         | Schockwelle           | What Was Lost: Part 1: Sacrifice           | 14. Juni 2002           | –                                     | Rowan Woods       | Justin Monjo       |
| 69         | 3         | Vertrauen und Verrat  | What Was Lost: Part 2: Resurrection        | 21. Juni 2002           | –                                     | Rowan Woods       | Justin Monjo       |
| 70         | 4         | Echte Freunde         | Lava’s a Many Splendored Thing             | 28. Juni 2002           | –                                     | Michael Pattinson | Michael Miller     |
| 71         | 5         | Erbarmungslos         | Promises                                   | 12. Juli 2002           | –                                     | Geoff Bennett     | Richard Manning    |
| 72         | 6         | Natürliche Auslese    | Natural Election                           | 19. Juli 2002           | –                                     | Ian Watson        | Sophie C. Hopkins  |
| 73         | 7         | Spiel mit dem Feuer   | John Quixote                               | 26. Juli 2002           | –                                     | Tony Tilse        | Ben Browder        |
| 74         | 8         | Plan B                | I Shrink Therefore I Am                    | 2. Aug. 2002            | –                                     | Rowan Woods       | Chris Wheeler      |
| 75         | 9         | Preis der Ehre        | A Prefect Murder                           | 9. Aug. 2002            | –                                     | Geoff Bennett     | Mark Saraceni      |
| 76         | 10        | Traum eines Loner     | Coup by Clam                               | 16. Aug. 2002           | –                                     | Ian Watson        | Emily Skopov       |
| 77         | 11        | Insanitys Kreis       | Unrealized Reality                         | 23. Aug. 2002           | –                                     | Andrew Prowse     | David Kemper       |
| 78         | 12        | Ungeahnte Kräfte      | Kansas                                     | 30. Dez. 2002           | –                                     | Rowan Woods       | Justin Monjo       |
| 79         | 13        | Terra Firma           | Terra Firma                                | 6. Jan. 2003            | –                                     | Peter Andrikidis  | Richard Manning    |
| 80         | 14        | Zwiegespalten         | Twice Shy                                  | 13. Jan. 2003           | –                                     | Kate Woods        | David E. Peckinpah |
| 81         | 15        | Vogelfrei             | Mental as Anything                         | 20. Jan. 2003           | –                                     | Geoff Bennett     | Mark Saraceni      |
| 82         | 16        | Ein rettender Engel   | Bringing Home the Beacon                   | 27. Jan. 2003           | –                                     | Rowan Woods       | Carleton Eastlake  |
| 83         | 17        | Mikrobeschleunigung   | A Constellation of Doubt                   | 10. Feb. 2003           | –                                     | Andrew Prowse     | David Kemper       |
| 84         | 18        | Jener der bleibt      | Prayer                                     | 17. Feb. 2003           | –                                     | Peter Andrikidis  | Justin Monjo       |
| 85         | 19        | Wir alle sind Sterne  | We’re So Screwed: Part 1: Fetal Attraction | 24. Feb. 2003           | –                                     | Geoff Bennett     | David E. Peckinpah |
| 86         | 20        | Die Verratene         | We’re So Screwed: Part 2: Hot to Katratzi  | 25. Feb. 2003           | –                                     | Karl Zwicky       | Carleton Eastlake  |
| 87         | 21        | Das Tor zum Universum | We’re So Screwed: Part 3: La Bomba         | 3. März 2003            | –                                     | Rowan Woods       | Mark Saraceni      |
| 88         | 22        | Bad Timing            | Bad Timing                                 | 10. März 2003           | –                                     | Andrew Prowse     | David Kemper       |

## The Peacekeeper Wars
Die zweiteilige Miniserie The Peacekeeper Wars von Brian Henson wurde von Rockne S. O’Bannon und David Kemper geschrieben. Ihre Erstausstrahlung erfolgte am 17. und 18. Oktober 2004 auf dem Sender Syfy U.S. Im deutschsprachigen Fernsehen erschien sie am 30. Januar 2006 auf dem Sender Kabel eins.